# Caloptilia macropleura
Caloptilia macropleura är en fjärilsart som först beskrevs av Edward Meyrick 1932.  Caloptilia macropleura ingår i släktet Caloptilia och familjen styltmalar.
Artens utbredningsområde är Etiopien. Inga underarter finns listade i Catalogue of Life.